# Milseburgweg

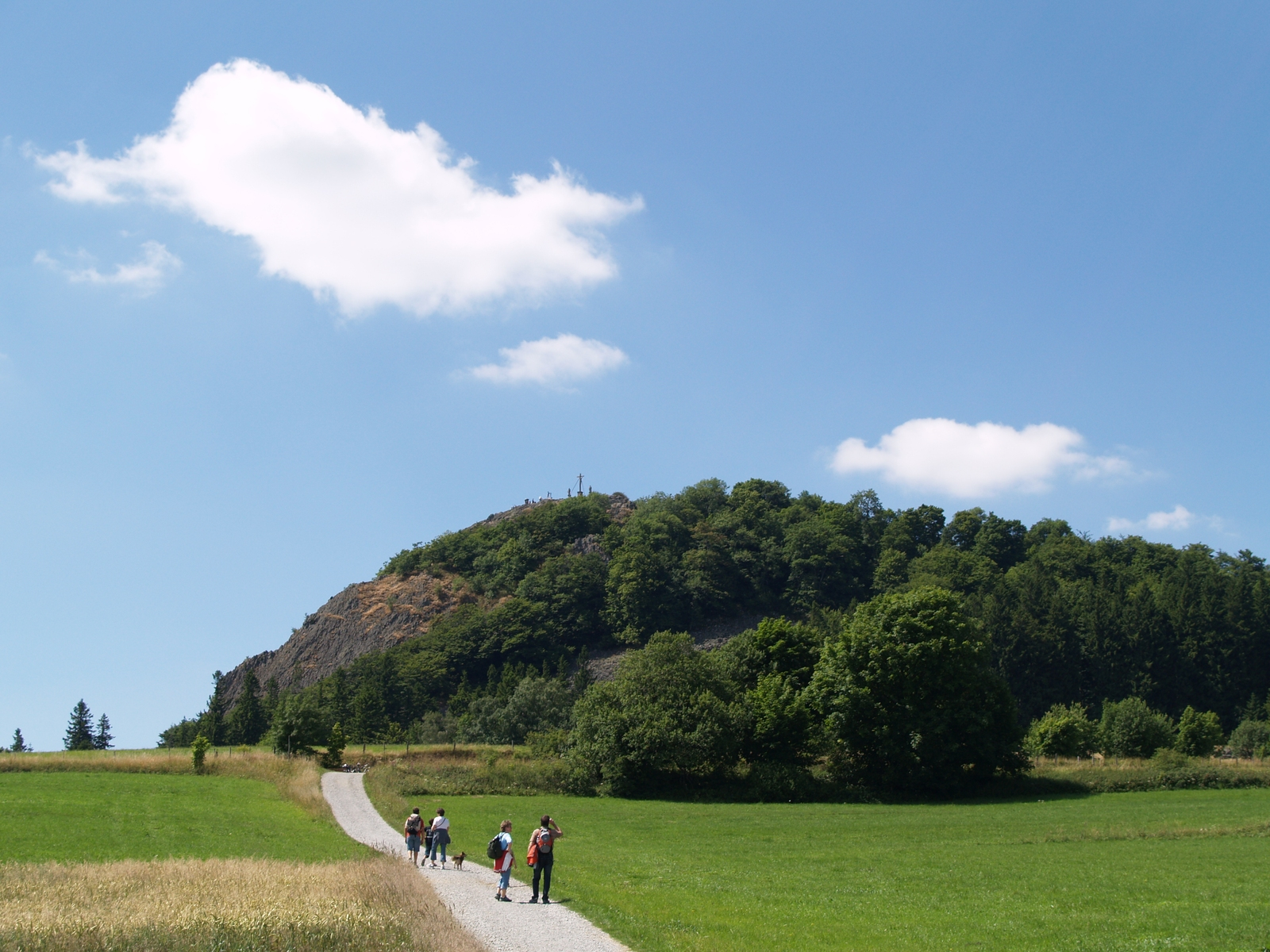
Gipfel der namensgebenden Milseburg

Der Milseburgweg (HWO 3) ist ein Fernwanderweg in der Rhön. Er führt in West-Ost-Richtung von Fulda in Osthessen über den namensgebenden Berg Milseburg nach Meiningen in Südthüringen. Der Milseburgweg trägt das Siegel des Deutschen Wanderverbandes „Qualitätsweg Wanderbares Deutschland“. Träger des Milseburgweges mit der Bezeichnung HWO3 ist der Wander- und Heimatverein „Rhönklub“.

## Verlauf
Die gesamte Länge des Milseburgweges beträgt 82,5 Kilometer, kann aber auch etwas verkürzt begangen werden.
Streckenverlauf: Bahnhof Fulda – Petersberg – Margretenhaun – Stellberg bei Wolferts – Milseburg – Findlos – Batten – Rhönwald – Ellenbogen – Kaltensundheim – Aschenhausen – Geba – Gebaberg – Träbes – Herpf – Schloss Elisabethenburg (Meiningen) – Bahnhof Meiningen und umgekehrt.

### Etappen
Empfohlen wird eine Wanderung mit vier Tagesetappen.
- Die erste Etappe führt mit einer Länge von 20 Kilometer vom Bahnhof Fulda zum „Fuldaer Haus“ auf der Maulkuppe. Der Schwierigkeitsgrad ist „mittel“.
- Die zweite Etappe führt weiter vom „Fuldaer Haus“ nach Batten und Hilders. Die Länge beträgt bei einem mittleren Schwierigkeitsgrad 18,5 Kilometer.
- Die dritte Etappe führt auf einer Länge von 19,5 Kilometer mit einem mittleren Schwierigkeitsgrad von Batten nach Kaltensundheim.
- Die vierte Etappe führt schließlich von Kaltensundheim zum Bahnhof Meiningen. Hier beträgt die Länge mit einem schweren Schwierigkeitsgrad 24,5 Kilometer.

Die Etappen können natürlich auch in umgekehrter Reihenfolge in Angriff genommen werden.

## Kennzeichnung
Als Qualitätsweg besitzt der Milseburgweg eine dichte Markierung und zahlreiche Wegweiser. Das Markierungszeichen ist ein rotes gefülltes Dreieck auf einen weißen Spiegel. Die Wegweiser sind mit dem Logo des Milseburgweges versehen.